# ویویانا اسکیاوی
ویویانا اسکیاوی (انگلیسی: Viviana Schiavi؛ زادهٔ ۱ سپتامبر ۱۹۸۲) بازیکن فوتبال اهل ایتالیا است.
وی همچنین در تیم ملی فوتبال زنان ایتالیا بازی کرده‌است.